# Ferreyrella
Ferreyrella, rod  glavočika iz podtribusa Critoniinae, dio tribusa Eupatorieae .

## Opis
Ferreyrella uključuje 2 zeljaste jednogodišnje vrste iz Perua. Ističe se svojim stožastim i blijedim cvjetištem u kombinaciji s golim, bezpapusnim cipselama i smanjenim ogrlicama prašnika.

## Vrste
1. Ferreyrella cuatrecasasii R.M.King & H.Rob.
2. Ferreyrella peruviana S.F.Blake